# Thomas Lacôte
Thomas Lacôte est un compositeur et organiste français né en 1982.

## Biographie
Thomas Lacôte est Titulaire du grand orgue de l'église de la Sainte-Trinité de Paris. Il est professeur d'analyse musicale (classe supérieure d'analyse) au Conservatoire national supérieur de musique et de danse de Paris. 
Formé au Conservatoire national supérieur de musique et de danse de Paris, il y obtient 5 premiers prix et un diplôme de formation supérieure. Il y a été l'élève de Michaël Levinas, Jean-François Zygel, Thierry Escaich, Philippe Lefebvre, Olivier Latry, Michel Bouvard, Marc-André Dalbavie, Édith Lejet, Jean-Baptiste Courtois. Il a auparavant étudié l'orgue avec Dominique Ferran, Éric Lebrun et Louis Robilliard, et l'improvisation avec Pierre Pincemaille.
En 2002, il est nommé sur concours organiste titulaire du grand orgue de la cathédrale de Bourges. Depuis 2011, il est titulaire-adjoint puis titulaire du grand orgue de l'église de la Sainte Trinité à Paris, aux côtés de Loïc Mallié et Jean-François Hatton.
Il a publié avec Yves Balmer et Christopher Brent Murray, Le modèle et l'invention, Olivier Messiaen et la technique de l'emprunt, Symétrie, 2017, considéré comme un tournant dans la recherche sur ce compositeur,,,. Cet ouvrage a été récompensé par le Prix France Musique des Muses 2018.
En 2012, il reçoit le prix Del Duca de l'Académie des Beaux-Arts, puis, en 2019, le Prix de composition Hervé Dugardin de la SACEM. En 2023 lui est attribué le prix de composition Pierre Cardin de l'Académie des Beaux-Arts. 
Thomas Lacôte est membre du Conseil Musical de la Fondation Prince Pierre de Monaco. De 2019 à 2022, il est artiste en résidence à la Fondation Royaumont.

## Œuvres musicales
Les œuvres de Thomas Lacôte sont publiées principalement aux éditions Henry Lemoine, ainsi que chez Gérard Billaudot Éditeur.

### Musique d'orchestre
- Ricercare a 6, extrait de L'Offrande musicale de Johann Sebastian Bach, orchestration pour grand orchestre (2022)
- Chambres claires, pour grand orchestre (2023)

### Musique vocale
- Torpeurs, pour soprano, baryton et quatuor à cordes (2015)
- Quatre motets, pour voix de femmes (ou d'enfants) et orgue (2013-2018)
- O luna freja, pour 6 voix de femmes a capella, sur un poème occitan de Jean-Baptiste Chèze (2021)
- Sept jours, pour voix et piano, sur des poèmes de Frédéric Jacques Temple (2021)
- Plus rien que ton nom, pour mezzo-soprano et orchestre de chambre, sur des poèmes de Jean-Louis Chrétien (2022)
- Répons du baptême, pour solistes, chœur et orchestre (2024)[16],[17]

### Orgue
- Agencement-Rhizome (2004)
- Études pour orgue, 1er cahier (2006-2008)
- Versant tempéré, six miniatures pour orgue (2008)
- Quatre Préludes éphémères (2010)
- Études pour orgue, 2e cahier (2012-2015)
- Phteggomai (2017)

### Piano et autres claviers
- Le soupirail, pour clavicorde (2014)
- Uchronies (I) pour 2 pianos (2018)
- Uchronies (II) pour 2 pianos (2020)
- I do not count the sounds, pour carillon (2023)

### Musique d'ensemble, musique de chambre
- Cristal de temps, pour saxophone soprano et orgue (2009)
- Rursum funde, pour 6 instruments (vl, alt, vlc, clB, pno, perc) (2016)
- La nuit sera calme, pour percussion et orgue (2018)
- La voix plus loin, pour deux cors et orgue (2020)

## Écrits

### Monographie
Avec Yves Balmer et Christopher Brent Murray, Le modèle et l'invention, Olivier Messiaen et la technique de l'emprunt, Symétrie, 2017.

### Chapitre d'ouvrages collectifs
- Avec François Delecluse, Une esquisse oubliée du “Prélude à l'Après-midi d'un faune”, dans Esquisses musicales : enjeux et approches du XIXe au XXe siècle, Brepols, pp.121-165, 2023.

- « Persönliche Wegfindung durch historische Klänge : Nachgedanken zu einem Opus 1», Studia Wilthinensia Artis Organi vol. IV, Helbling-Verlag Innsbruck/Mozarteum, 2023.

- Avec Yves Balmer et Christopher Murray, « Jolivet Revisited: Messiaen’s Borrowings from the Works of the 1930s », dans André Jolivet: Music, Art, and Litterature, ed. Caroline Rae, Ashgate, 2018.

- « Re-construire un instrument : les claviers de Fanfare I et Fanfare II » dans Philippe Boesmans : Un parcours dans la modernité, sous la dir. de Cécile Auzolle, Aedam Musicae, 2017.

### Carnet de recherche en ligne
De 2016 à 2020, Thomas Lacôte publie dans un carnet de recherche en ligne, sous le titre de Phtoggos (Carnet de recherche et création en musique)

### Articles
- "À même le son de l'orgue: improviser, recréer, composer à la tribune de la Trinité", revue Circuit-Musiques contemporaines, Vol. 30, n°2, 2020

- "Messiaen the borrower: Recomposing Debussy through the « deforming prism »" (avec Yves Balmer et Christopher Brent Murray), Journal of the American Musicological Society, n°69/3, 2016
- "L'orgue l'a fait lui-même: à propos d'une des mes Etudes pour orgue", revue L'Orgue, n°300, 2012
- "L'orgue et les signes: quelques notation sur Organum II de Xavier Darasse", La revue du Conservatoire de Paris, n°1, 2012